# 2396 Kochi
2396 Kochi је астероид главног астероидног појаса са средњом удаљеношћу од Сунца која износи 2,792 астрономских јединица (АЈ).
Апсолутна магнитуда астероида је 11,6.